# Synchronicity II
Synchronicity II è un brano dei Police, pubblicato come terzo singolo del loro album Synchronicity.

## Il singolo
La canzone, che si riferisce alla teoria di Carl Gustav Jung della sincronicità, essenzialmente racconta la storia di un uomo tormentato la cui casa, vita lavorativa e ambiente che lo circonda, sono terribili e deprimenti. Ed in parallelo si sviluppa un secondo tema più oscuro che parla di qualcosa che emerge dalle torbide acque di un lago scozzese un riferimento al celebre mostro di Loch Ness. Un esempio della teoria junghiana che collega i due eventi che avvengono a "moltissime miglia di distanza".

## Video musicale
Il video musicale del brano è stato diretto da Godley & Creme. In esso la band esegue il brano in un paesaggio post-apocalittico, sopra dei mucchi giganti di chitarre, tamburi, spazzatura, parti di automobili e cavi. Sting presenta un look simile a quello di Feyd-Rautha Harkonnen, poiché in quel periodo stava girando Dune con David Lynch.

## Tracce
1. Synchronicity II – 5:03
2. Once Upon A Daydream – 3:31

## Formazione
- Sting - voce principale, basso
- Andy Summers - chitarra, cori
- Stewart Copeland - batteria

## Classifiche
| Classifica (1983/84)          | Posizione massima |
| ----------------------------- | ----------------- |
| Canada                        | 21                |
| Irlanda                       | 12                |
| Regno Unito                   | 17                |
| Stati Uniti                   | 16                |
| Stati Uniti (mainstream rock) | 9                 |